# St-Gervais-St-Protais (Saint-Gervais)

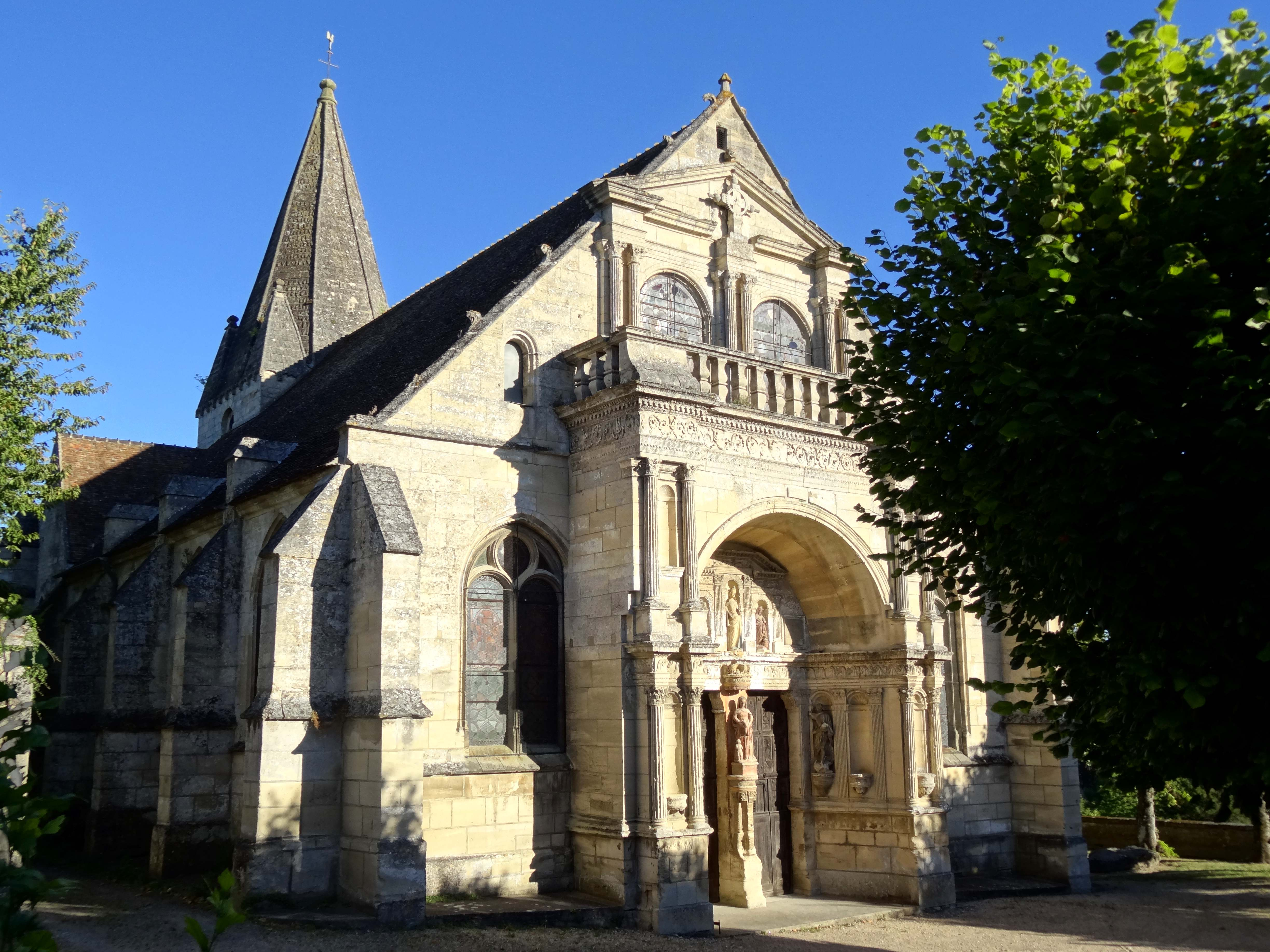
Kirche Saint-Gervais-Saint-Protais

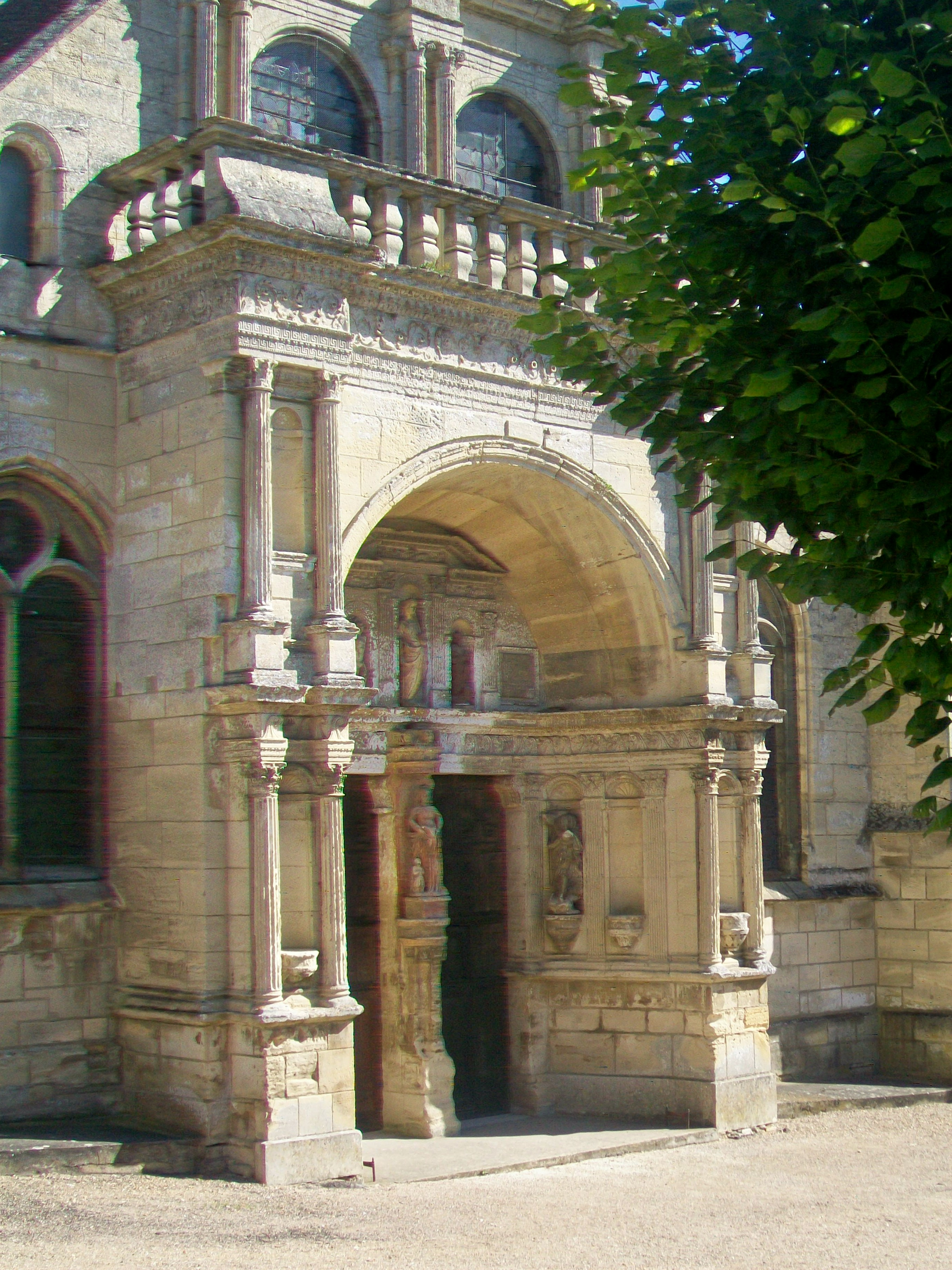
Renaissanceportal

Die römisch-katholische Kirche St-Gervais-St-Protais in Saint-Gervais, einer französischen Gemeinde im Département Val-d’Oise in der Region Île-de-France, wurde ab dem 12. Jahrhundert errichtet. Das Bauwerk steht seit 1909 als Monument historique auf der Liste der Baudenkmäler in Frankreich.

## Geschichte
Die den Märtyrern Gervasius und Protasius geweihte Kirche wurde ab dem 12. Jahrhundert an der Stelle eines Vorgängerbaus errichtet. Diese Kapelle war 841 für die Reliquien des heiligen Gervasius errichtet worden.
Von der mittelalterlichen Kirche ist nur noch der Turm erhalten, das Schiff und das Querhaus wurden nach den Zerstörungen während des Hundertjährigen Krieges im 16. Jahrhundert erneuert. Diese Baumaßnahmen wurden von Nicolas de Neufville, Seigneur de Villeroy, finanziert.

## Architektur
Bemerkenswert ist das Renaissanceportal, das 1549 von Robert Grappin begonnen und von seinem Sohn Jean vollendet wurde. Die Kirche besitzt Rundbogenfenster und die Fassade wird von Strebepfeilern gegliedert. Der Turm über der Vierung wird von einem Pyramidendach bedeckt. An den vier Ecken des Dachansatzes sind ebenfalls kleine Pyramiden aufgestellt.

## Ausstattung
- Steinskulptur des heiligen Ludwig aus dem 16. Jahrhundert
- Gipsskulptur des Propheten Simeon aus dem 19. Jahrhundert
- In der Sakristei befindet sich eine Wandvertäfelung, die ursprünglich um 1800 für den Chor gefertigt wurde.